# Жозе Бове
Жозе Бове  (фр. José Bové; нар. 11 червня 1953, справжнє ім'я Жозеф Бове (фр. Joseph Bové), народився в Талансі, Жиронда) — французький фермер і громадський діяч, прихильник альтерглобалізму, синдикаліст, активіст профспілки сільськогосподарських робітників Франції.
З 2009 року — депутат Європарламенту.

## Біографія
У 1968 році вигнаний з коледжу «за атеїзм»: подав твір, що виправдує застосування наркотиків. Політична активність почалася в п'ятнадцятирічному віці, коли вперше заарештований за участь у демонстрації. У 17 років організував кампанію проти заборони антивоєнного фільму. В 1973 році під час однієї з протестних акцій зустрівся з Бернаром Ламбером і разом з групою однодумців влаштувався в покинутому селі Монтредон. Там вони отримали землю завдяки сприянню президента Ф. Міттерана, якого вони разом з іншими лівими підтримували на президентських виборах. На кооперативній фермі стали розводити овець (понад 620 голів), виготовляти сир. Дружина Бове стала головою місцевої профспілки сільгоспробітників. У 1995 році в рядах гринпісівців брав участь в акції проти ядерних випробувань Франції на атолі Муророа. На невеликих човнах протестувальники вийшли в море, намагаючись перекрити шлях французьким військовим кораблям, що призвело до сутичок. У 1998 Бове знищив посіви трансгенної кукурудзи, за що був заарештований на 8 місяців.
Знаменитим стала його участь в акції проти будівництва «Макдоналдса». Коли мирний протест не дав результату, 200 осіб на чолі з Жозе Бове розібрали незавершену будівлю, сам він таранив будівлю на своєму бульдозері. За це Бове було заарештовано, і під час арешту він зумів виступити перед журналістами. На його захист підняли голос різні партії, у тому числі й впливові у Франції соціалісти. Бове після недовгого ув'язнення випустили на свободу. Він вже  став широко відомим не тільки у Франції, але й у США та інших країнах. У 2000 році разом з двомастами селянами прибув до Давоса, куди був запрошений. Проте поліція розігнала селян, вдавшись до попереджувальної стрільби. 
Учасник президентських виборів у Франції 2007 року, отримав 1,32 % голосів.

## Погляди
У своїх промовах Бове посилається на Кропоткіна, Бакуніна, Генрі Торо, навіть Нестора Махно. Займає антимонопольну і антиамериканську позицію, прихильник громадянського опору.